# PY Большой Медведицы
PY Большой Медведицы (лат. PY Ursae Majoris) — одиночная переменная звезда в созвездии Большой Медведицы на расстоянии приблизительно 8067 световых лет (около 2473 парсеков) от Солнца. Видимая звёздная величина звезды — от +13,51m до +12,79m.

## Характеристики
PY Большой Медведицы — пульсирующая переменная звезда типа RR Лиры (RRAB).